# 胡深 (明朝將領)
胡深（1315年—1367年），字仲淵，處州龍泉人，元末明初军事将领。
其早年熟读经史百家，元末时期召集乡间民众自保。当时平定温州、龙泉叛乱。后因朱元璋部队攻處州，胡深投降。后朱元璋召见并授左司員外郎，遣還處州，守卫吉安，后平定苗軍叛乱。升任行省左右司郎中，總制處州軍民事，抵抗张士诚部队进犯。后攻破方國珍部队，攻下瑞安、溫州、浦城、松溪、八閩，被视为无往不胜。后在与陈友定交兵时，突围失败遇害。追封縉雲郡伯。
胡深文武才能兼具，服众且用兵不妄杀，并减轻赋税，深得民心。